# Luis Felipe Mayorga
Luis Felipe Mayorga (Volta Redonda, 1987) é escritor e profissional da área ambiental, atuante no estado do Espírito Santo. Formado em medicina veterinária e mestre em Ciência Animal pela Universidade Vila Velha. Foi um dos fundadores do Instituto de Pesquisa e Reabilitação de Animais Marinhos (IPRAM), uma organização com princípios conservacionistas que intervém em casos de animais marinhos e silvestres em situação de risco, proporcionando sua reabilitação e devolução à natureza. Além de ocupar a presidência do IPRAM por longo período, é fundador das redes Coalizão para Resposta à Fauna em Emergências e Derramamentos no Brasil (CFAUNA - BRASIL); Rede de Pesquisa e Reabilitação de Animais Marinhos (REPRAM) e Rede Brasileira de Atendimento a Encalhes e Informação de Pinguins (REPIN), além de constar na lista da Global Stranding Network.
Através do IPRAM, é conhecido pelo atendimento veterinário prestado aos pinguins-de-magalhães (Spheniscus magellanicus) que surgem nos meses de inverno, pelo atendimento a tartarugas marinhas e pelo monitoramento do elefante-marinho (Mirounga leonina) apelidado de "Fred" pela população; animal que por alguns anos frequentou o litoral da Grande Vitória.

## Biografia e Atuação Profissional
Residente no Espírito Santo desde jovem, sua ascendência materna tem origem no Nordeste brasileiro enquanto a ascendência paterna é originária da Bolívia. Quando estudante no ensino fundamental, teve suas primeiras interações com o Projeto TAMAR ao solicitar o empréstimo de animais taxidermizados para uma exposição escolar. Posteriormente, durante a graduação, no ano de 2008 foi estagiário do Projeto TAMAR na Ilha da Trindade, coletando informações sobre as desovas das tartarugas. Em outubro de 2010, antes de completar sua graduação, articulou a fundação do IPRAM durante o atendimento ao encalhe de centenas de pinguins-de-magalhães na costa capixaba. No ano de 2015 através do IPRAM atuou na elaboração e execução dos esforços iniciais de resgate de fauna nos primeiros meses pós-desastre com derramamento de rejeito de mineração no Rio Doce. Em 2019 em conjunto com outras instituições operacionalizou a resposta a fauna oleada no Espírito Santo durante o derramamento de óleo de origem indeterminada que atingiu o litoral Nordeste do Brasil. No ano de 2023, além de participar dos preparativos para a iminente chegada da Gripe Aviária de Alta Patogenicidade em território brasileiro, esteve envolvido com a notificação do primeiro caso confirmado no país.

## Produção técnica
Grande parte de suas publicações é dedicada a pinguins e outras aves marinhas. Tem 19 artigos completos publicados em periódicos, 46 resumos publicados em anais de congressos e é co-autor em capítulos de dois livros. Seu artigo de estréia trata dos primeiros registros de encalhe da baleia-bicuda-de-Cuvier (Ziphius cavirostris) na Ilha da Trindade e na costa do Espírito Santo. Outro artigo de 2016 faz o levantamento bibliográfico de todos os pinípedes registrados no Espírito Santo entre 1987 e 2010. Em 2017 mapeia os registros do elefante-marinho "Fred" ao longo dos anos em seu comportamento atípico na costa capixaba, enquanto outro artigo de 2020 organiza todos os registros de encalhe de cetáceos no Espírito Santo entre 1975 e 2015.

## Atuação política
No ano de 2019 realizou uma apresentação na Frente Parlamentar de Fiscalização de Obras de Coleta e Tratamento de Esgoto na Grande Vitória sobre os impactos que os resíduos sólidos causam na vida dos animais e da sociedade e participou dos workshops de elaboração da Lista da fauna e flora ameaçadas de extinção no estado do Espírito Santo, sendo co-autor do capítulo Mamíferos Ameaçados de Extinção no Espírito Santo. Posteriormente, em 2022 compôs o grupo de entidades e pesquisadores que reivindicou ao poder público estadual a publicação do decreto com a lista de espécies com risco de extinção no Espírito Santo, o que se concretizou. Ainda no mesmo ano, participou da Frente Parlamentar de Conservação da Biodiversidade Capixaba que discutiu conflitos entre a pesca e a conservação na Área de Proteção Ambiental Baía das Tartarugas em Vitória-ES e recebeu do Deputado Estadual Fabrício Gandini a Comenda do Mérito Legislativo “Augusto Ruschi”, dedicada a ambientalistas de destaque no Espírito Santo. Através do IPRAM realizou parcerias com o Ministério Público do Espírito Santo e com o Instituto Estadual de Meio Ambiente e Recursos Hídricos (IEMA), além de constar em discussões sobre o fomento da Economia Azul no Espírito Santo. Mais recentemente, tem promovido a associação entre o trabalho com animais marinhos e a saúde pública/saúde única.

## Produção cultural
Seu primeiro romance "O Idiota do meu Coach" foi escrito em co-autoria com Diego Martins Batista e autopublicado em diversas plataformas no ano de 2019, originando o derivado "Lições para a vida por Raimundo Marques" (2021). Em seguida, "A Viagem do Pinguim" (2023) foi direcionado ao público infantojuvenil posicionando leitor sob a perspectiva de um pinguim-de-magalhães em sua migração de inverno até o Brasil. Em "Psicotrópicos de Capricórnio na Ilha da Trindade" (2024) Luis utilizou de sua experiência na ilha para ambientar com detalhes a trajetória do protagonista.

### Participações em Antologias
Possui contos publicados em antologias das editoras Cartola, Psiu!, Persona e We Coletivo Editorial, além do jornal impresso RelevO. Também publicou com frequência no selo Álamo Edições. Na Revista Literatura Fantástica, "Carne in vitro" trata de espionagem industrial; em "Predações da Harpia-açu" seres humanos enfrentam um Dromaeosaurídeo e "Você confia na humanidade?" explora possíveis desdobramentos do uso de inteligência artificial gerenciando a sociedade em uma democracia líquida. Na Revista CyberOpera Fantástica, o conto "Estranhos seres ocultos na realidade" aborda uma sociedade altamente dependente da realidade virtual.

### Participações em Eventos
Em 2025 participou da mesa "Encontro de Escritores Independentes - Mar de Histórias" da Festa da Palavra, realizada em Itaúnas no mês de maio . Em agosto, na Festa Literária Internacional de Paraty (FLIP), compôs mesas na Casa Ópera e na Casa Caravana, discutindo "Psicotrópicos de Capricórnio na Ilha da Trindade" (2024) e "A Viagem do Pinguim" (2023), respectivamente.